# Gounellea histrio
Gounellea histrio là một loài bọ cánh cứng trong họ Cerambycidae.